# Position de Wyckoff
En cristallographie, pour un groupe d'espace G, une position de Wyckoff (en) désigne un ensemble infini de points pour chacun desquels le groupe de symétrie « de site » est conjugué d'un même sous-groupe du groupe d'espace G. Les points appartenant à une même position de Wyckoff sont dits « équivalents par symétrie ».
Il existe des positions de Wyckoff générales et spéciales, qui se distinguent par leurs symétrie et multiplicité. Les positions de Wyckoff sont notées pour chaque groupe d'espace par une lettre minuscule. Chaque groupe d'espace possède un nombre fini de positions de Wyckoff. Les tables internationales de cristallographie donnent les positions de Wyckoff pour les 17 groupes plans et les 230 groupes d'espace tridimensionnels.
Une position de Wyckoff contient soit une seule orbite cristallographique, soit une infinité d'orbites cristallographiques. Si deux orbites cristallographiques se caractérisent par le même groupe de symétrie de site, elles appartiennent à la même position de Wyckoff.

## Positions générales et spéciales
Il existe deux types de positions de Wyckoff :
- les positions générales ne sont invariantes que par l'application de l'opération identité (E).  Tout groupe d'espace possède une et une seule position de Wyckoff générale, de coordonnées {\displaystyle (x,y,z)} ;
- les positions spéciales sont invariantes par l'application de l'identité et d'au moins une autre opération de symétrie du groupe d'espace : ce sont les points fixes des éléments de symétrie (axe de rotation pure, plan de réflexion (miroir), centre d'inversion).

Parmi les 230 groupes d'espace tridimensionnels, 13 ne possèdent pas de position spéciale : P1, P21, Pc, Cc, P212121, Pca21, Pna21, P41, P43, P31, P32, P61 et P65. Ce n'est pas le cas de tous les groupes d'espace ne contenant que des symboles d'éléments de symétrie translatoire. Par exemple, le groupe d'espace monoclinique P21/c, contenant un axe hélicoïdal d'ordre 2 parallèle à la direction b et un miroir translatoire perpendiculaire à b, est centrosymétrique : il possède quatre positions de Wyckoff spéciales dans l'unité asymétrique de la maille, situées sur les différents centres d'inversion en {\displaystyle (0,0,0)}, {\displaystyle (}1/2{\displaystyle ,0,0)}, {\displaystyle (0,0,}1/2{\displaystyle )} et {\displaystyle (}1/2{\displaystyle ,0,}1/2{\displaystyle )}.

## Symétrie
Une position de Wyckoff se distingue par son groupe de symétrie de site, qui est isomorphe à un groupe ponctuel cristallographique. Sa symétrie est indiquée en notation de Hermann-Mauguin : l'orientation de chaque élément d'opération de symétrie peut se lire à partir du symbole, en sachant que dans chaque famille cristalline les directions de symétrie sont données dans un ordre conventionnel.
Dans les familles cristallines de symétrie supérieure à monoclinique il existe plusieurs directions de symétrie : trois dans la famille orthorhombique, cinq dans la famille tétragonale, sept dans la famille hexagonal et treize dans la famille cubique. Toutefois, ces directions sont regroupées en trois ensembles ; à l'intérieur de chaque ensemble les directions sont équivalentes (physiquement indistinguables). Lorsqu'une position de Wyckoff n'est située que sur un élément de symétrie non translatoire (à l'exception du centre d'inversion), les directions sans élément de symétrie sont représentées par un point. Par exemple, la symétrie ponctuelle d'une position spéciale située uniquement sur un axe de rotation d'ordre 2 parallèle à la direction b dans un système orthorhombique est notée « .2. » : dans les directions a et c, il n'y a pas d'élément de symétrie non translatoire passant par cette position.
Le groupe de symétrie de site d'une position de Wyckoff est un sous-groupe du groupe d'espace. Le groupe de symétrie de site de la position générale est 1.

## Multiplicité
La multiplicité d'une position de Wyckoff est le nombre de points équivalents générés dans la maille conventionnelle par l'application de tous les éléments de symétrie du groupe d'espace.
Pour un groupe d'espace G, la multiplicité de la position de Wyckoff générale est égale au nombre de classes à droite de G suivant son sous-groupe normal de translations T, c'est-à-dire à l'ordre du groupe quotient G/T ou encore l'indice de T dans G, multiplié par le nombre de nœuds dans la maille.
La multiplicité d'une position spéciale d'un groupe d'espace est un diviseur de la multiplicité de la position générale.

## Notation
Les positions de Wyckoff sont notées pour chaque groupe d'espace par une lettre latine minuscule, dite « lettre de Wyckoff », par ordre croissant des multiplicités. La lettre a désigne la position de Wyckoff possédant la plus haute symétrie de site. Une exception est faite pour le groupe d'espace Pmmm, qui possède le nombre maximal de positions de Wyckoff (27) : la position générale est dans ce cas notée α.

## Positions de Wyckoff et orbites cristallographiques
En général, les positions de Wyckoff contiennent une infinité d'orbites cristallographiques. Si les coordonnées d'une position de Wyckoff sont toutes fixes, alors cette position ne contient qu'une orbite cristallographique.
En effet, si on considère la position de Wyckoff générale de coordonnées {\displaystyle (x,y,z)}, les deux orbites {WiX1} et {WiX2} générées par les opérations Wi du groupe d'espace G et les points X1 (0,14, 0,23, 0,35) et X2 (0,02, 0,56, 0,24), par exemple, sont différentes mais possèdent le même groupe de symétrie de site : elles appartiennent toutes deux, ainsi qu'une infinité d'autres, à la même position de Wyckoff générale.
Par contre, dans le groupe d'espace Pnma, la position spéciale a, de coordonnées (0,0,0), ne contient qu'une seule orbite cristallographique contenant les points de coordonnées (0,0,0), (1/2,0,1/2), (0,1/2,0) et (1/2,1/2,1/2).

## Exemple
Considérons le groupe d'espace orthorhombique Pmm2. Sa décomposition en classes à droite suivant son sous-groupe normal de translations produit un groupe d'ordre 4 contenant les opérations de symétrie suivantes :
- identité ;
- réflexion par rapport au plan de coordonnées {\displaystyle (0,y,z)} ;
- réflexion par rapport au plan de coordonnées {\displaystyle (x,0,z)} ;
- rotation d'ordre 2 (d'angle 180°) autour de l'axe de coordonnées {\displaystyle (0,0,z)}, intersection des deux plans {\displaystyle (0,y,z)} et {\displaystyle (x,0,z)}.

L'application de ces opérations de symétrie sur la position générale {\displaystyle (x,y,z)} génère les positions équivalentes {\displaystyle (x,y,z)}, {\displaystyle (-x,y,z)}, {\displaystyle (x,-y,z)} et {\displaystyle (-x,-y,z)} : la multiplicité de la position de Wyckoff générale dans le groupe d'espace Pmm2 est 4.
L'application des opérations de symétrie sur la position spéciale {\displaystyle (x,0,z)} génère les positions équivalentes {\displaystyle (x,0,z)} et {\displaystyle (-x,0,z)} : la multiplicité de cette position est 2.
La position spéciale {\displaystyle (0,0,z)} est invariante sous toutes les opérations de symétrie : sa multiplicité est 1.
Toutes les positions de Wyckoff du groupe d'espace Pmm2 possèdent au moins une coordonnée variable ({\displaystyle z}) : elles contiennent toutes une infinité d'orbites cristallographiques.
| Multiplicité | Lettre de Wyckoff | Symétrie ponctuelle | Coordonnées                                                 | Coordonnées                                | Coordonnées              | Coordonnées               |
| ------------ | ----------------- | ------------------- | ----------------------------------------------------------- | ------------------------------------------ | ------------------------ | ------------------------- |
| 4            | i                 | 1                   | {\displaystyle (x,y,z)}                                     | {\displaystyle (-x,y,z)}                   | {\displaystyle (x,-y,z)} | {\displaystyle (-x,-y,z)} |
| 2            | h                 | m..                 | {\displaystyle (}1/2{\displaystyle ,y,z)}                   | {\displaystyle (}1/2{\displaystyle ,-y,z)} |                          |                           |
| 2            | g                 | m..                 | {\displaystyle (0,y,z)}                                     | {\displaystyle (0,-y,z)}                   |                          |                           |
| 2            | f                 | .m.                 | {\displaystyle (x,}1/2{\displaystyle ,z)}                   | {\displaystyle (-x,}1/2{\displaystyle ,z)} |                          |                           |
| 2            | e                 | .m.                 | {\displaystyle (x,0,z)}                                     | {\displaystyle (-x,0,z)}                   |                          |                           |
| 1            | d                 | mm2                 | {\displaystyle (}1/2{\displaystyle ,}1/2{\displaystyle ,z)} |                                            |                          |                           |
| 1            | c                 | mm2                 | {\displaystyle (}1/2{\displaystyle ,0,z)}                   |                                            |                          |                           |
| 1            | b                 | mm2                 | {\displaystyle (0,}1/2{\displaystyle ,z)}                   |                                            |                          |                           |
| 1            | a                 | mm2                 | {\displaystyle (0,0,z)}                                     |                                            |                          |                           |